# August Neander

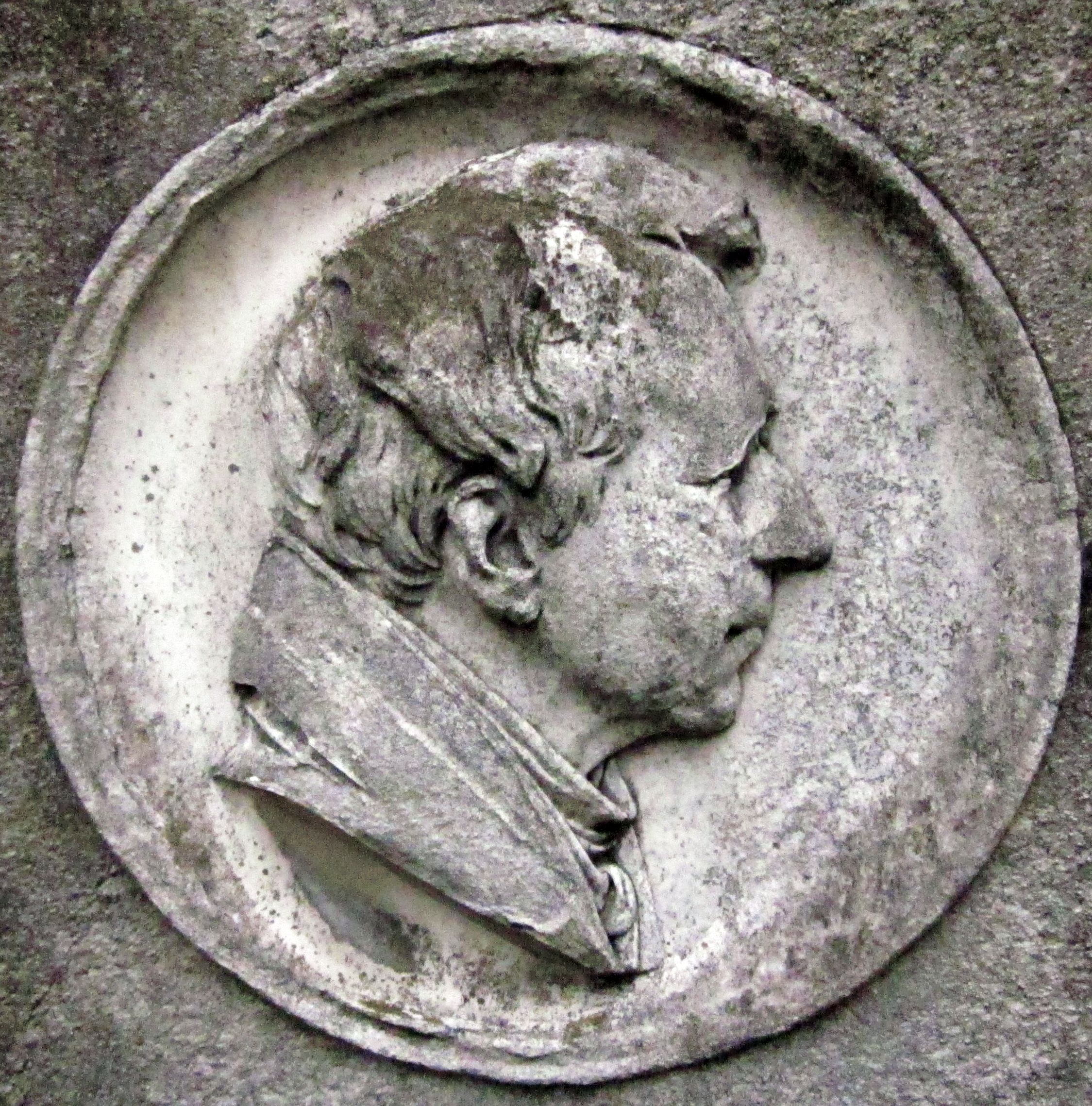
Reliefporträt von August Neander auf seinem Grabstein, geschaffen von Friedrich Drake

August Johann Wilhelm Neander (* 16. Januar 1789 in Göttingen; † 14. Juli 1850 in Berlin) war ein deutscher evangelischer Theologe und Professor für Kirchengeschichte.

## Leben

### Familiärer Hintergrund

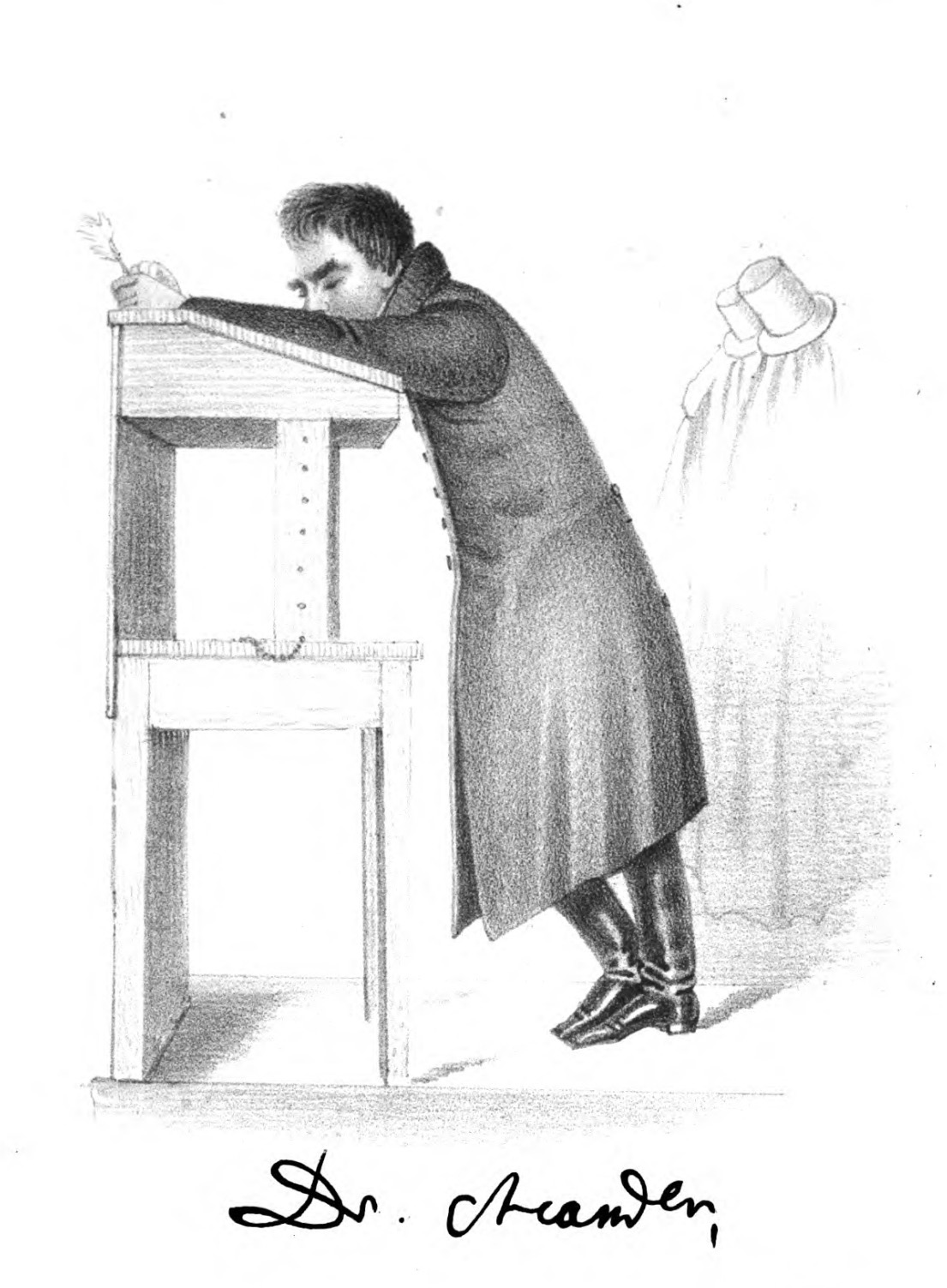
Neander am Pult bei einer Vorlesung, gezeichnet von seinem Schüler Philipp Schaff

August Neander, geboren als David Mendel, stammte aus einer jüdischen Familie. Sein Vater war der reisende Kaufmann und Geldverleiher Emanuel Gumprecht Mendel, seine Mutter Esther geb. Gottschalck. David Mendel war das jüngste Kind; er hatte zwei Brüder und drei Schwestern. Da Emanuel Gumprecht Mendel illegale Kleinkredite an Studenten vergeben hatte, verlor er 1796 das Aufenthaltsrecht in Göttingen. Um 1800 wohnte er in Hamburg, verließ seine Familie aber spätestens 1806 und war danach in prekären finanziellen Verhältnissen. Mutter und Kinder lebten seitdem getrennt vom Vater in Hamburg. Als Schüler am Gymnasium Johanneum in Hamburg bekam David Mendel Kontakt zu den neupietistischen Kreisen, die sich durch das Wirken Friedrich Gottlieb Klopstocks gebildet hatten, und las die damals sehr einflussreichen Reden über die Religion von Friedrich Schleiermacher. Ausschlaggebend für seine Konversion zum Christentum war aber wahrscheinlich, dass sein Onkel väterlicherseits, der Hannoveraner Mediziner Johann Stieglitz, diese zur Bedingung für die Finanzierung seines Studiums gemacht hatte. Der Entschluss wurde ihm dadurch erleichtert, dass sein Bruder Ludwig Carl Adolph bereits 1804 getauft worden war.
Am 25. Februar 1806 empfing er durch den Hamburger Pfarrer an St. Katharinen, Adolph Christoph Bossau (1771–1839), in dessen Haus die Taufe. Seine Taufpaten waren Johann Gottfried Gurlitt, Wilhelm Neumann und Karl August Varnhagen von Ense; von jedem nahm er einen seiner drei Vornamen. Er legte auch seinen jüdischen Nachnamen ab. Oft wird vermutet, er habe den Namen Neander gewählt, „weil er ein neuer Mensch sein wollte“. Naheliegender ist aber, dass er durch die Namenswahl die Verbundenheit mit dem Schriftsteller Wilhelm Neumann zum Ausdruck brachte, der auch sein Pate war: Neander ist die griechische Übersetzung von Neumann. Alle Geschwister Neanders wurden ebenfalls von Pfarrer Bossau getauft, sie behielten aber den Nachnamen Mendel bzw. Mendahl bei. Die 1782 geborene Schwester Johanna Carolina (Hannchen) führte später Neanders Haushalt. Die Mutter soll ebenfalls zum Christentum konvertiert sein, doch ist ihre Taufe nicht belegt.

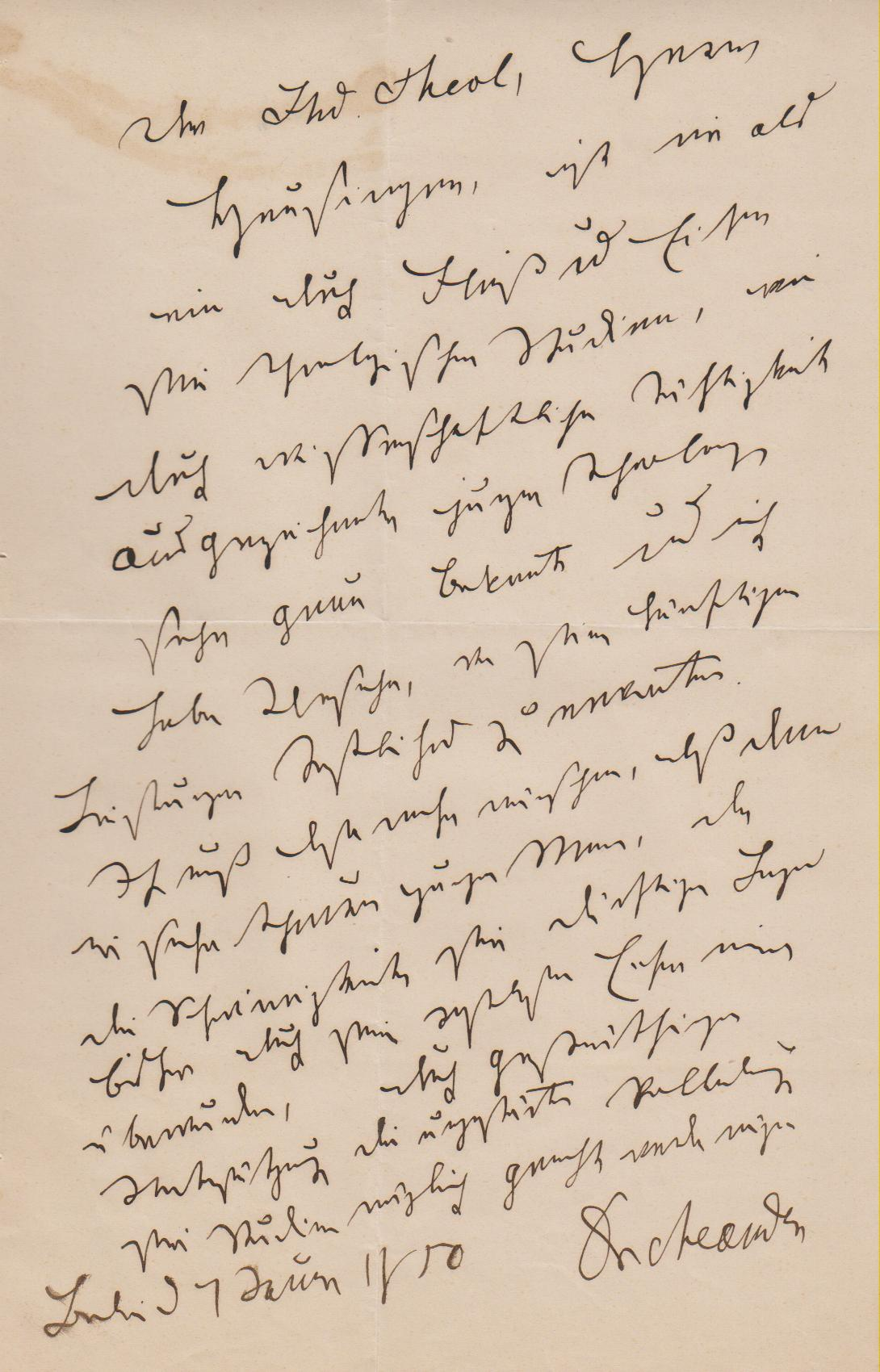
Autograph von August Neander; Berlin, 17. Januar 1850

### Studium
August Neander immatrikulierte sich 1806 an der Universität Halle, um dort Schleiermacher zu hören. Am 19. Oktober 1806 nahmen französische Truppen die Stadt ein, und die Universität wurde geschlossen. Neander setzte sein Theologiestudium an der Universität Göttingen fort. Der dort vorherrschende Rationalismus sagte ihm nicht zu, doch in dem Kirchenhistoriker Gottlieb Jakob Planck fand er einen akademischen Lehrer, der seinen weiteren Studiengang prägte. Privat schloss sich Neander einem erwecklichen Bibellesekreis an. 1809 legte er in Hamburg das Kandidatenexamen ab; ein Jahr als Hauslehrer schloss sich an. 1810 immatrikulierte sich Neander an der Universität Heidelberg, promovierte von dort aus in Wittenberg zum Licentiaten der Theologie und habilitierte sich am 4. Mai 1811 in Heidelberg.

### Lehrtätigkeit
1812 wurde August Neander zum außerordentlichen Professor der Heidelberger theologischen Fakultät ernannt; erst danach erschien seine erste kirchengeschichtliche Monographie über die Zeit des Kaisers Julian. Empfohlen von Barthold Georg Niebuhr, wurde der 24-Jährige 1813 als ordentlicher Professor für Kirchen- und Dogmengeschichte an die neugegründete Universität Berlin berufen, wo er bis an sein Lebensende wirkte. In Berlin wandte sich Neander zunächst der Kirchengeschichte des Mittelalters zu, befasste sich aber im Lauf der Jahre mit verschiedenen theologischen Disziplinen, immer mit einem Schwerpunkt in der Kirchengeschichte. Er galt als Schleiermacher-Schüler und wurde von Philipp Konrad Marheineke gefördert. Doch wahrte er gegenüber Marheineke wie auch gegenüber Ernst Wilhelm Hengstenberg, dem er zeitweise nahestand, seine theologische Selbständigkeit, wie sich in der Auseinandersetzung um David Friedrich Strauß’ Leben Jesu zeigte. In einem 1835 angeforderten Gutachten für das Ministerium Altenstein lehnte er eine staatliche Zensur ab und plädierte für Wissenschaftsfreiheit, so sehr er Strauß’ Thesen verwarf. Für seine liberale Haltung öffentlich in der Kritik, legte er 1837 eine eigene, mehrfach nachgedruckte Jesus-Biografie vor.

„Er begann seine akademische Wirksamkeit in Heidelberg, als ich dort meine Studien begonnen hatte [1812]. Seine äußere Erscheinung, sein schwächliches Aussehen, sein unbehilfliches unsicheres Wesen, die Begleitung seiner beiden Schwestern, die ihm mit so besorglichen Mienen zur Seite gingen, als ob sie fürchteten, er möchte fallen, machten auf die Studenten einen seinem Vorhaben nicht günstigen Eindruck. Einige lachten, andere spotteten, alle waren neugierig, ihn bei seinem ersten Auftreten zu sehen und zu hören. Das Auditorium war gedrängt voll von Studenten aller Fakultäten. Ich war mit einigen Freunden früh hingegangen, und wir besetzten die dem Katheder zunächst stehende Bank. Der junge Dozent trat schüchtern, fast schwankend in das Auditorium und bestieg den Katheder wie ein Unschuldiger das Schafott. Es dauerte wohl zwei oder drei Minuten, ehe er seine Gedanken zur Rede sammelte. Was er aber dann mit leiser mühsamer Stimme sprach, offenbarte den empfänglicheren Gemütern auf der ersten Bank sogleich den edlen Geist und das tiefe Gemüt so entschieden, dass sie, als auf den hintern Bänken Lärmen und Trampeln entstand, eine Gegendemonstration machten, die den Ernst derselben nicht zweifelhaft erscheinen lassen konnte. Die Ruhestörer wurden still oder gingen hinaus. Neander konnte seinen Vortrag ruhig vollenden und wir begleiteten ihn nach Hause.“

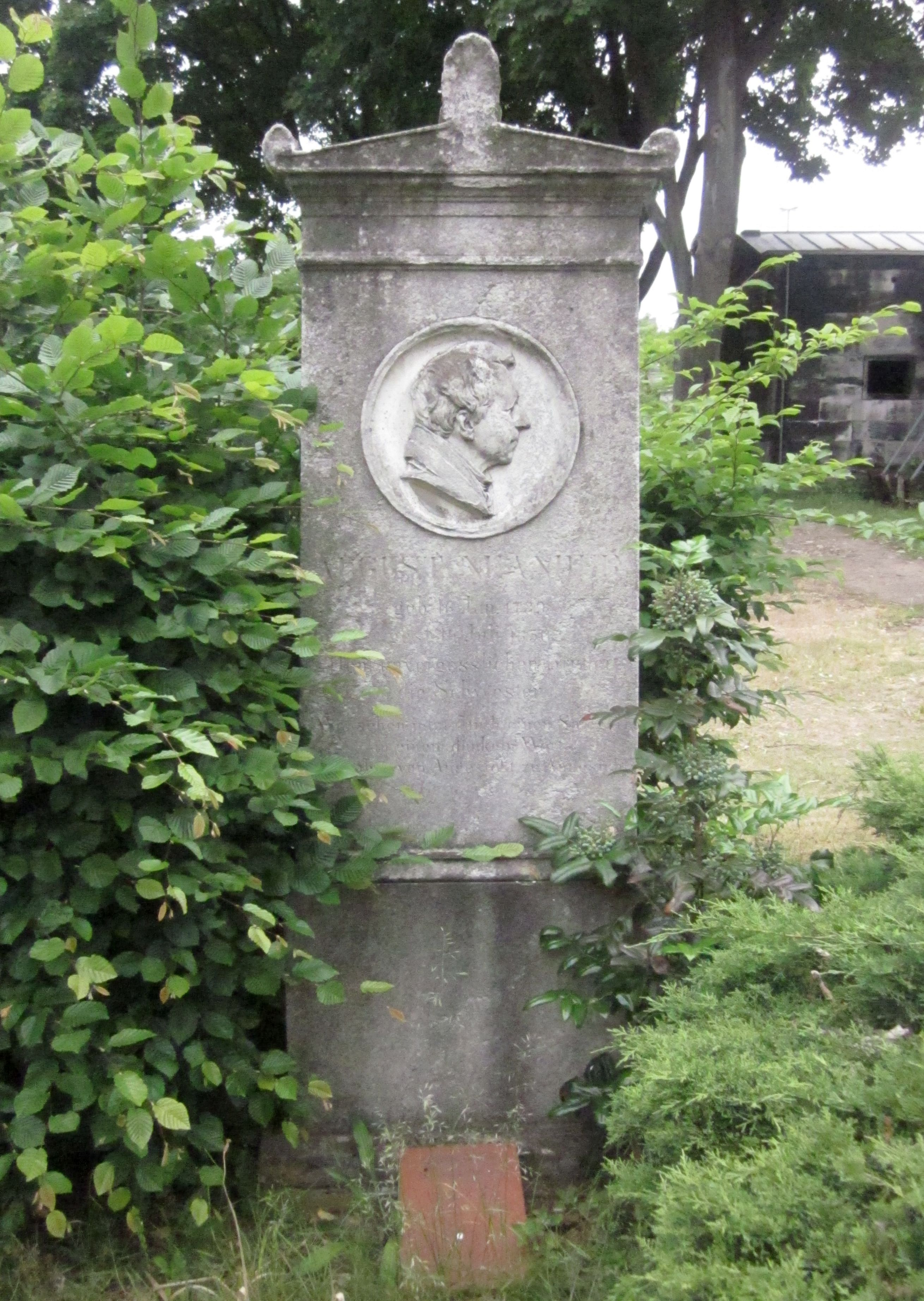
Das Grab von August Neander in Berlin-Kreuzberg

Obwohl er seit 1826 dem Berliner Konsistorium angehörte, trat Neander kirchenpolitisch nicht in Erscheinung und beschränkte sich als Konsistorialrat auf die Teilnahme an theologischen Prüfungen. Neander war sehr hilfsbereit, wenn es um die Förderung begabter Studenten ging. 1828 wurde unter studentischer Beteiligung ein Neanderscher Verein zur Unterstützung kranker Studenten gegründet.
Seit 1839 war Neander Mitglied der Berliner Akademie der Wissenschaften. 1845 wurde er zum Ehrenmitglied (Honorary Fellow) der Royal Society of Edinburgh gewählt.
August Neander starb 1850 im Alter von 61 Jahren in Berlin und wurde auf dem Friedhof I der Gemeinde Jerusalems- und Neue Kirche vor dem Halleschen Tor beigesetzt. Das Reliefporträt seines Grabsteins stammt von dem Bildhauer Friedrich Drake. Auf Beschluss des Berliner Senats ist die letzte Ruhestätte von August Neander (Grabstelle 111-HW-1) seit 1980 als Berliner Ehrengrab gewidmet. Die Widmung wurde im Jahr 2001 um die übliche Frist von zwanzig Jahren verlängert.

## Werk
Neanders Hauptwerk ist die Allgemeine Geschichte der christlichen Religion und Kirche, welche ab 1826 in 11 Teilbänden erschien (der 11. Teilband wurde 1852 postum veröffentlicht). Er gilt einigen als der Begründer der neueren evangelischen Kirchengeschichtsschreibung. Sein Geschichtsbild ist von Johann Gottfried Herder und Friedrich Schleiermacher beeinflusst. Neanders Schriften stellen die Kirchengeschichte als Frömmigkeitsgeschichte dar, sie laden ein zur persönlichen „Erbauung“. Er verband die historische Darstellung mit dem Anliegen der Erweckung. In diesem Sinne formulierte er programmatisch den Eingangssatz seiner Kirchengeschichte: „Die Geschichte der Kirche darzustellen als einen sprechenden Erweis von der göttlichen Kraft des Christentums“, sei sein Ziel. Nicht in einem dogmatischen Kanon, der durch die Jahrhunderte zu tradieren wäre, sondern in einer von Jesus Christus als dem „Urquell“ ausgehenden Vitalität sah Neander die Kontinuität des christlichen Glaubens gewährleistet. Dies ermöglichte ihm, alle Persönlichkeiten der Christentumsgeschichte als individuelle Ausformungen dieser Vitalität zu würdigen; problematische Aspekte („unreine Elemente“) zeigten in diesem Sinne die Kraft und Lebendigkeit des christlichen Glaubens. Weder teilte Neander das lineare Fortschrittsdenken der Aufklärung, noch machte er sich die moralistische Geschichtsbetrachtung der Erweckungsbewegung zu eigen, die dazu neigte, die Kirchengeschichte in der nachapostolischen Zeit als Verfallsgeschichte zu deuten.

## Rezeptionsgeschichte
Durch seine einfache, aber intensive Sprache wurde er zu einem einflussreichen Wegbereiter der Erweckungstheologie. Vor allem unter Studenten wirkten seine Schriften nachhaltig und regten zur Bildung sogenannter „Erbauungskränzchen“ an. Sein bekannt gewordener Satz „Pectus est quod facit theologum“ (Das Herz macht den Theologen) wurde zum Schlagwort der danach benannten Pectoraltheologie, der Theologie der „frommen Herzen“. Auf diese Sentenz stützte sich auch die berühmte Frage von Neanders Berliner Kollegen August Tholuck an seine späteren Hallenser Studenten: „Wie steht es mit deinem Herzen?“

## Werke (in kleiner Auswahl)
- Ueber den Kayser Julianus und sein Zeitalter. Ein historisches Gemälde. Perthes, Hamburg 1812. (Digitalisat)
- Der heilige Johannes Chrysostomus und die Kirche, besonders des Orients, in dessen Zeitalter. Dümmler, Berlin 1821. (Digitalisat Band 1)
- Allgemeine Geschichte der christlichen Religion und Kirche. Hamburg 1826–1852 (6 Bände).
- Geschichte der Pflanzung und Leitung der christlichen Kirche durch die Apostel, als selbständiger Nachtrag zu der allgemeinen Geschichte der christlichen Religion und Kirche. Perthes Hamburg 1832. (Digitalisat)
- Das Leben Jesu Christi in seinem geschichtlichen Zusammenhange und seiner geschichtlichen Entwicklung. Perthes, Hamburg 1837. (Digitalisat)
- Denkwürdigkeiten aus der Geschichte des christlichen Lebens. 2 Bände. Perthes, Gotha 1845. (Digitalisat Band 1, 3. Aufl.), (Digitalisat Band 2, 3. Aufl.)
- Der heilige Bernhard und sein Zeitalter. Ein historisches Gemälde. Gotha 1848 (zuerst 1813).
- Das Reich Christi, das Reich der wahren Freiheit und Gleichheit. Trowitzsch Berlin 1849. (Digitalisat)

## Briefwechsel
- Brief von Adelbert von Chamisso an Friedrich Wilhelm Neumann und August Johann Neander, 5. November 1806,  Staatsbibliothek zu Berlin – Preußischer Kulturbesitz, Nachlass Chamisso, K. 18, Nr. 11, Bl. 29–30 (Digitalisat).
- Bernhard A. Uhlendorf: Zwei unveröffentlichte Briefe Alexander von Humboldts. In: Germanic Review Bd. 4.1 (1929), S. 79–81.
- Friedrich Schelling an August Neander, 9. Juli 1840, Bayerische Staatsbibliothek, München, Handschriftensammlung. Schelling, Friedrich Wilhelm Joseph von. 4 (Digitalisat).